# Rooftops – Dächer des Todes
Rooftops – Dächer des Todes (Rooftops: engl. für Hausdächer) ist ein US-amerikanischer Actionfilm aus dem Jahre 1989 von Robert Wise, der damit seinen letzten Kinofilm vorlegen sollte.

## Handlung
Lower Eastside, Manhattan, New York. Der Heranwachsende Squeak ist ein begeisterter Sprayer. Sein Markenzeichen ist sein langer, von seiner eigenen Graffitikunst übersäter Mantel. Mit seinen Spraykünsten an einer Mauer direkt entlang einer U-Bahn-Trasse kommt Squeak eines Tages vier Gangstern, die sich als Crack-Dealer verdingen, dieser „Hood“ in die Quere. Der Anführer dieses Grüppchens droht ihm massiv und nennt den kleinen Squeak stets abwertend „Cockroach“ (Kakerlake, Küchenschabe). Als dieser Wortführer der ganzkörpertätowierten, glatzköpfigen Ganoven ihn mit einem Messer bedroht, sprüht Squeak ihm mit seiner Spraydose Farbe ins Gesicht und kann im letzten Moment hinter einer heranbrausenden U-Bahn entkommen. Die vier Typen rennen hinter ihm her und verfolgen den wieselflinken Jungen durch den heruntergekommenen Stadtbezirk, entlang der verdreckten Straßen und kreuz und quer durch graue U-Bahn-Schächte und abbruchreife Häuserskelette. Auf einem der Rooftops, der Hausdächer, angekommen, läuft Squeak sogleich T in die Arme, einem jungen Mann, der dort in einem ausgedienten Wasserturm sein Domizil aufgeschlagen hat. Er nimmt Squeak dessen unverkennbaren Mantel ab, zieht ihn sich an und rennt statt seiner über die Hausdächer, die T aus dem Effeff kennt, weiter, während der Teenager sich versteckt und somit erst einmal verschnaufen kann. Drei der vier Typen rennen dem falschen Squeak nach, brechen, als sie glauben, ihn gestellt zu haben, nacheinander durch die maroden Hausdachdecken ein und stürzen ein Stockwerk in die Tiefe.
Die „Hood“ wird kontrolliert von dem Hispanic Lobo, einem aalglatten Schönling, der seine Herrschaft als Drogendealer mittels purer Gewalt und Brutalität aufrechterhält. Lobo will unbedingt, dass T für ihn arbeitet, doch der will sauber bleiben und hält sich, ganz zum Ärger Lobos, von derlei Geschäften standhaft fern. Abends treffen sich die jungen Leute der Gegend und machen, illuminiert von brennenden Mülltonnen, auf der Straße und den Hinterhöfen Party. Dabei lernt T auch einen neuen Tanzstil kennen, der sich in New York gerade ausbreitet, kennen, den brasilianischen Capoeira, eine Mischung aus Tanz und Kampfkunst. Mit dabei sind auch Squeak sowie die hübsche, schmale und recht scheue Farbige Elana, die aus der Ferne ein Auge auf T geworfen hat. Auch er verliebt sich rasch in sie, zumal er Elana vor einem aufdringlichen Trunkenbold rettet. Beider erste Annäherungsversuche bleiben zunächst scheu und zurückhaltend. Sie tanzen später noch ein wenig in einer anderen Lokalität, dann fährt T sie, ganz Gentleman, mit seinem Motorrad bis vor ihre Haustür. Am nächsten Morgen taucht Lobo mit zwei seiner Lakaien, üble Schlägertypen, in Ts Abbruchhaus auf und versucht erneut, T unter Druck zu setzen. Elana wartet derweil vor dem Haus, und T muss enttäuscht feststellen, dass seine neue Flamme offensichtlich ebenfalls auf der Gehaltsliste Lobos, der ihr Cousin ist, steht. Als T etwas später von einer Capoeira-Tanzsession auf sein Dach zurückkehrt, muss er feststellen, dass Lobo und seine Schergen sein „Heim“ komplett verwüstet haben. Währenddessen ist die Polizei Lobo auf die Spur gekommen und plant eine Razzia. Doch dank eines elektronischen Warnzeichens, mit dem Elana ihren Cousin und seine Leute von der Straße aus ein Zeichen für aufkommende Gefahr gibt, können die Drogen im Abbruchhaus im letzten Moment die Toilette heruntergespült werden.  Der abgeführte Lobo sieht T auf der Straße neben einem Polizisten und nimmt an, dass T die Polizei informiert hat.
Am Abend taucht Elana auf Ts Hausdach auf, und es kommt zur Aussprache. Als T Elana bittet, zu gehen, kommt sie aus dem Wasserturm nicht mehr heraus, da der Eingang von einem von Lobos Schlägertype versperrt wurde. In Lobos Auftrag zündet er schließlich Ts marode Unterkunft auch noch an. Mit letzter Kraft kann das Paar aus dem brennenden Gehäuse entlang des Wasserrohrs entkommen. Am nächsten Morgen sind Lobo und seine Männer wieder auf freien Fuß gesetzt worden, da man ihnen nichts nachweisen konnte. Diese rächen sich an T, den sie auf dem Dach an der Seite von Squeak antreffen und trotz Ts erster erlernter Capoeira-Kampfkünste vermöbeln. Elana eilt aufs Dach, kommt aber zu spät. Trotz seines Stürzens vom Dach auf eine Feuerleiter ist T weitgehend unverletzt geblieben. Nachdem der vorlaute Squeak Lobo und seine Männer verbal herausgefordert hat, beschließt der Drogenboss, dem Rotzbengel ein für allemal eine Lehre zu erteilen. Derweil verbringen T und Elana ihre erste Liebesnacht miteinander. Am folgenden Morgen sieht T einen von Lobos Typen auf einem Dach Ausschau nach Squeak halten, der gerade wieder einmal eine Wand mit seinen Graffiti verziert. T rennt aufs Dach, um dem ganz offensichtlich in Gefahr befindlichen Squeak zu Hilfe zu eilen, doch da hat Lobo ihn bereits geschnappt und wirft den hilflosen Jungen aus dem Fenster auf die Straße, wo er leblos liegen bleibt. T ist zutiefst erschüttert, greift Squeaks Markenzeichen, den Graffiti-Mantel auf, und nimmt sich vor, den Jungen zu rächen.
Noch in der Nacht trainiert er wie verrückt, um für die finale Schlacht mit Lobos Bande topfit zu sein. Mit einem Vorschlaghammer zertrümmert er am kommenden Morgen die Eingangstür zu Lobos Treffpunkt und zerlegt das Gebäude Stück für Stück. Ein Spitzel Lobos informiert diesen sofort, der mit seinen beiden Handlangern wenige Minuten später vorfährt. Im Haus selbst kommt es zu einer wilden Verfolgungsjagd. Lobo schießt wie wild um sich her, trifft aber den wieselflinken T nicht. Lobos Lakaien werden von zwei zu Hilfe eilenden Freunden Ts rasch ausgeschaltet; dann kommt es zum Duell zwischen T und Lobo, Mann gegen Mann. Elana eilt hinzu und versucht Lobo davon abzuhalten, T zu erschießen, doch dieser schlägt sie nieder. Durch Lobos Umherschießen ist sein Revolver schließlich ohne Munition, als er T endlich stellen kann und eiskalt ermorden will. Es kommt zu einer wilden Verfolgungsjagd über die Dächer der abbruchreifen Häuser. Als sich Lobo auf T stürzen will, bricht er durch das marode Dach ein und stürzt in die Tiefe zu Tode. Die letzten Szenen bestimmen Capoeira-Tanzeinlagen sowie ein Blick auf Squeaks letztes Graffito.

## Produktionsnotizen
Der 1988 entstandene Film Rooftops – Dächer des Todes markierte nach zehn Jahren Regieabwesenheit Robert Wises letztmalige Rückkehr zum Kino. Danach vergingen weitere zehn Jahre, ehe er erneut einen Film inszenierte: „Sommer der Freundschaft“, der zwei Jahre später, im Jahr 2000, im amerikanischen Fernsehen erstmals ausgestrahlt und Wises finale Regiearbeit werden sollte.
Rooftops – Dächer des Todes bedeutete zugleich Wises Rückkehr in das New York der sozialen Unterschichten, Bandenkriminalität und Latinos aber auch in das des Tanzes und der Musik: zentrale Ingredienzen, die bereits nahezu 30 Jahre zuvor seinen wohl bekanntesten und erfolgreichsten Film, die Musical-Adaption West Side Story, bestimmten.
Jeannine C. Oppewall entwarf die Filmbauten, Taylor Hackford und Stuart Benjamin waren die Herstellungsleiter. Kathleen Detoro entwarf die Kostüme.
Der Film lief am 17. März 1989 in den USA an. In Deutschland fand Rooftops keine Kinoaufführung, er wurde am 30. Mai 1995 im Bezahlsender Premiere erstmals ausgestrahlt.

## Kritiken
„In Rooftops haben die Hersteller von B-Filmen, jene Soziologen der Leinwand, die neuesten Trends des Verbrechens und Teenagerlebens aufgegriffen. Sie haben einen durch und durch modernen Film über Crack-Dealer gemacht, die in ein ausgebombtes Mietshaus vordringen, von deren Wassertürmen man eine hervorragende Sicht auf das entfernte Empire State Building hat. (…) Rooftops ist auch in anderen Belangen durch und durch modern. Anstatt der traditionellen Schießereien zwischen den Gangstern und der Polizei haben wir ballettartig choreographierte Kung Fu-Battles, Graffiti-verschmierte Bauruinen, allein erziehende Haushalte, heimatlose Teenager, die schnell erwachsen werden müssen ... Aber wenn es auf den Punkt kommt ist Rooftops sehr altmodisch. Es ist die übliche Verbrechen-und-Aufregung-Formel, gewürzt mit reichlich energiegeladenen Stunts und getrübt durch ein Drehbuch. (…) Aber da sollte es eine tiefere Botschaft geben als die hier vorhandene, die da heißt, dass die guten Ghetto-Kids ihr Glück und Erfüllung finden können, wenn sie dem Rhythmus folgen würden wenn nur die Crackhändler sie endlich in Ruhe lassen. Am Ende zeigt Rooftops die amerikanischsten aller kulturellen Tricks. Es driftet dann in Unterhaltung ab, schafft es, liebenswert zu sein.“

„Routiniertes, städtisches B-Musical (…) Das einzig Hervorstechende: dass der Film vom Veteran Robert Wise inszeniert wurde, der einen Oscar für die thematisch ähnliche West Side Story gewonnen hatte.“

„…Underdog-Drama „Rooftops“, eine(r) modisch aufgepeppte(n), allzu billige(n) Variation der „West Side Story“…“

„Ich habe weder den Charaktern, noch ihren Leuten geschweige denn ihre Umgebung geglaubt, dass dies alles existiert, aber am wenigsten habe ich dem Film seine drei Schurken, die die Drogendealer verkörpern sollen, abgekauft. Im Film kennen sie die Namen von jedem in der Gegend... Sie sind wie die Filmgangster längst vergangener Tage. (…) "Rooftops" ist nicht realistisch und bringt auch noch einige Elemente purer Phantasie hinzu. Die Kinder der Nachbarschaft beispielsweise widmen sich in einer ritualisierten Weise dem Zweikampf in einer Mischung aus Tanz und Karate... (…) Das mag so in der "Fame"-Tanztalent-Show sein, aber ich bezweifle, dass dies so in Slums geschieht, die von Crack beherrscht sind. (…) "Rooftops" erwacht zum Leben in den Musik- und Tanz-Passagen, die sich wie Musical-Momente anfühlen, in denen sich die Darsteller in einen Song hineinstürzen. Aber dann versucht der Film diese Anflüge von Phantasie in ein Melodram über Drogen zu überführen. Da wurde zuviel hineingepackt.“

Im Lexikon des Internationalen Films heißt es: „Mit viel Musik unterlegter Film über urbane Gewalt, Drogenkriminalität und Rassenkonflikte. In Struktur und Aussage und durch seine unmöglich erscheinende Liebesgeschichte erinnert der Film an die "West Side Story", die Robert Wise 1961 verfilmte.“